# Llista d'asteroides/129801–129900
| Nom      | Designació provisional | Data de descobriment | Lloc de descobriment | Descobridor/s            |
| -------- | ---------------------- | -------------------- | -------------------- | ------------------------ |
| 129801 - | 1999 KB1               | 17 de maig, 1999     | Catalina             | CSS                      |
| 129802 - | 1999 KP5               | 16 de maig, 1999     | Bergisch Gladbach    | W. Bickel                |
| 129803 - | 1999 KF9               | 18 de maig, 1999     | Socorro              | LINEAR                   |
| 129804 - | 1999 KG10              | 18 de maig, 1999     | Socorro              | LINEAR                   |
| 129805 - | 1999 KR10              | 18 de maig, 1999     | Socorro              | LINEAR                   |
| 129806 - | 1999 KL11              | 18 de maig, 1999     | Socorro              | LINEAR                   |
| 129807 - | 1999 KV17              | 17 de maig, 1999     | Catalina             | CSS                      |
| 129808 - | 1999 KF18              | 17 de maig, 1999     | Socorro              | LINEAR                   |
| 129809 - | 1999 LO20              | 9 de juny, 1999      | Socorro              | LINEAR                   |
| 129810 - | 1999 LD26              | 9 de juny, 1999      | Socorro              | LINEAR                   |
| 129811 - | 1999 LY33              | 11 de juny, 1999     | Catalina             | CSS                      |
| 129812 - | 1999 MA1               | 23 de juny, 1999     | Woomera              | F. B. Zoltowski          |
| 129813 - | 1999 NJ                | 6 de juliol, 1999    | Reedy Creek          | J. Broughton             |
| 129814 - | 1999 NU5               | 13 de juliol, 1999   | Socorro              | LINEAR                   |
| 129815 - | 1999 NV5               | 13 de juliol, 1999   | Socorro              | LINEAR                   |
| 129816 - | 1999 NC23              | 14 de juliol, 1999   | Socorro              | LINEAR                   |
| 129817 - | 1999 NE25              | 14 de juliol, 1999   | Socorro              | LINEAR                   |
| 129818 - | 1999 NE28              | 14 de juliol, 1999   | Socorro              | LINEAR                   |
| 129819 - | 1999 NN30              | 14 de juliol, 1999   | Socorro              | LINEAR                   |
| 129820 - | 1999 NQ51              | 12 de juliol, 1999   | Socorro              | LINEAR                   |
| 129821 - | 1999 ND53              | 12 de juliol, 1999   | Socorro              | LINEAR                   |
| 129822 - | 1999 NV53              | 12 de juliol, 1999   | Socorro              | LINEAR                   |
| 129823 - | 1999 NJ55              | 12 de juliol, 1999   | Socorro              | LINEAR                   |
| 129824 - | 1999 NT55              | 12 de juliol, 1999   | Socorro              | LINEAR                   |
| 129825 - | 1999 NA56              | 12 de juliol, 1999   | Socorro              | LINEAR                   |
| 129826 - | 1999 NM56              | 12 de juliol, 1999   | Socorro              | LINEAR                   |
| 129827 - | 1999 NQ56              | 12 de juliol, 1999   | Socorro              | LINEAR                   |
| 129828 - | 1999 PZ3               | 13 d'agost, 1999     | Farpoint             | G. Hug                   |
| 129829 - | 1999 RP                | 3 de setembre, 1999  | Ondřejov             | L. Šarounová             |
| 129830 - | 1999 RQ3               | 4 de setembre, 1999  | Catalina             | CSS                      |
| 129831 - | 1999 RQ7               | 3 de setembre, 1999  | Kitt Peak            | Spacewatch               |
| 129832 - | 1999 RC8               | 4 de setembre, 1999  | Kitt Peak            | Spacewatch               |
| 129833 - | 1999 RC11              | 7 de setembre, 1999  | Socorro              | LINEAR                   |
| 129834 - | 1999 RV13              | 7 de setembre, 1999  | Socorro              | LINEAR                   |
| 129835 - | 1999 RW13              | 7 de setembre, 1999  | Socorro              | LINEAR                   |
| 129836 - | 1999 RL16              | 7 de setembre, 1999  | Socorro              | LINEAR                   |
| 129837 - | 1999 RR16              | 7 de setembre, 1999  | Socorro              | LINEAR                   |
| 129838 - | 1999 RS20              | 7 de setembre, 1999  | Socorro              | LINEAR                   |
| 129839 - | 1999 RH21              | 7 de setembre, 1999  | Socorro              | LINEAR                   |
| 129840 - | 1999 RU21              | 7 de setembre, 1999  | Socorro              | LINEAR                   |
| 129841 - | 1999 RG25              | 7 de setembre, 1999  | Socorro              | LINEAR                   |
| 129842 - | 1999 RT25              | 7 de setembre, 1999  | Socorro              | LINEAR                   |
| 129843 - | 1999 RY25              | 7 de setembre, 1999  | Socorro              | LINEAR                   |
| 129844 - | 1999 RC26              | 7 de setembre, 1999  | Socorro              | LINEAR                   |
| 129845 - | 1999 RG27              | 7 de setembre, 1999  | Socorro              | LINEAR                   |
| 129846 - | 1999 RO29              | 8 de setembre, 1999  | Socorro              | LINEAR                   |
| 129847 - | 1999 RH40              | 13 de setembre, 1999 | Ondřejov             | P. Kušnirák, P. Pravec   |
| 129848 - | 1999 RY48              | 7 de setembre, 1999  | Socorro              | LINEAR                   |
| 129849 - | 1999 RX55              | 7 de setembre, 1999  | Socorro              | LINEAR                   |
| 129850 - | 1999 RW63              | 7 de setembre, 1999  | Socorro              | LINEAR                   |
| 129851 - | 1999 RV65              | 7 de setembre, 1999  | Socorro              | LINEAR                   |
| 129852 - | 1999 RN91              | 7 de setembre, 1999  | Socorro              | LINEAR                   |
| 129853 - | 1999 RJ94              | 7 de setembre, 1999  | Socorro              | LINEAR                   |
| 129854 - | 1999 RT94              | 7 de setembre, 1999  | Socorro              | LINEAR                   |
| 129855 - | 1999 RX96              | 7 de setembre, 1999  | Socorro              | LINEAR                   |
| 129856 - | 1999 RX101             | 8 de setembre, 1999  | Socorro              | LINEAR                   |
| 129857 - | 1999 RR107             | 8 de setembre, 1999  | Socorro              | LINEAR                   |
| 129858 - | 1999 RW113             | 9 de setembre, 1999  | Socorro              | LINEAR                   |
| 129859 - | 1999 RV115             | 9 de setembre, 1999  | Socorro              | LINEAR                   |
| 129860 - | 1999 RJ139             | 9 de setembre, 1999  | Socorro              | LINEAR                   |
| 129861 - | 1999 RM142             | 9 de setembre, 1999  | Socorro              | LINEAR                   |
| 129862 - | 1999 RN155             | 9 de setembre, 1999  | Socorro              | LINEAR                   |
| 129863 - | 1999 RJ157             | 9 de setembre, 1999  | Socorro              | LINEAR                   |
| 129864 - | 1999 RJ161             | 9 de setembre, 1999  | Socorro              | LINEAR                   |
| 129865 - | 1999 RA170             | 9 de setembre, 1999  | Socorro              | LINEAR                   |
| 129866 - | 1999 RQ171             | 9 de setembre, 1999  | Socorro              | LINEAR                   |
| 129867 - | 1999 RU173             | 9 de setembre, 1999  | Socorro              | LINEAR                   |
| 129868 - | 1999 RC187             | 9 de setembre, 1999  | Socorro              | LINEAR                   |
| 129869 - | 1999 RJ198             | 9 de setembre, 1999  | Socorro              | LINEAR                   |
| 129870 - | 1999 RF200             | 8 de setembre, 1999  | Socorro              | LINEAR                   |
| 129871 - | 1999 RH203             | 8 de setembre, 1999  | Socorro              | LINEAR                   |
| 129872 - | 1999 RW212             | 8 de setembre, 1999  | Socorro              | LINEAR                   |
| 129873 - | 1999 RH214             | 15 de setembre, 1999 | Uccle                | T. Pauwels, S. I. Ipatov |
| 129874 - | 1999 RN219             | 6 de setembre, 1999  | Anderson Mesa        | LONEOS                   |
| 129875 - | 1999 RZ248             | 7 de setembre, 1999  | Socorro              | LINEAR                   |
| 129876 - | 1999 RA254             | 4 de setembre, 1999  | Catalina             | CSS                      |
| 129877 - | 1999 SP2               | 22 de setembre, 1999 | Socorro              | LINEAR                   |
| 129878 - | 1999 SQ2               | 21 de setembre, 1999 | Kleť                 | Kleť                     |
| 129879 - | 1999 SV4               | 29 de setembre, 1999 | Catalina             | CSS                      |
| 129880 - | 1999 SX4               | 28 de setembre, 1999 | Monte Agliale        | M. M. M. Santangelo      |
| 129881 - | 1999 SK16              | 29 de setembre, 1999 | Catalina             | CSS                      |
| 129882 - | 1999 TO                | 1 d'octubre, 1999    | Campo Catino         | Campo Catino             |
| 129883 - | 1999 TO2               | 2 d'octubre, 1999    | Fountain Hills       | C. W. Juels              |
| 129884 - | 1999 TB4               | 2 d'octubre, 1999    | Ondřejov             | L. Šarounová             |
| 129885 - | 1999 TW7               | 2 d'octubre, 1999    | Socorro              | LINEAR                   |
| 129886 - | 1999 TA9               | 7 d'octubre, 1999    | Višnjan Observatory  | K. Korlević, M. Jurić    |
| 129887 - | 1999 TT17              | 15 d'octubre, 1999   | Ondřejov             | P. Kušnirák, P. Pravec   |
| 129888 - | 1999 TF21              | 3 d'octubre, 1999    | Socorro              | LINEAR                   |
| 129889 - | 1999 TH25              | 3 d'octubre, 1999    | Socorro              | LINEAR                   |
| 129890 - | 1999 TE29              | 4 d'octubre, 1999    | Socorro              | LINEAR                   |
| 129891 - | 1999 TO29              | 4 d'octubre, 1999    | Socorro              | LINEAR                   |
| 129892 - | 1999 TS34              | 2 d'octubre, 1999    | Socorro              | LINEAR                   |
| 129893 - | 1999 TW34              | 3 d'octubre, 1999    | Socorro              | LINEAR                   |
| 129894 - | 1999 TK35              | 4 d'octubre, 1999    | Socorro              | LINEAR                   |
| 129895 - | 1999 TM35              | 4 d'octubre, 1999    | Socorro              | LINEAR                   |
| 129896 - | 1999 TP35              | 4 d'octubre, 1999    | Socorro              | LINEAR                   |
| 129897 - | 1999 TV35              | 6 d'octubre, 1999    | Socorro              | LINEAR                   |
| 129898 - | 1999 TP39              | 3 d'octubre, 1999    | Catalina             | CSS                      |
| 129899 - | 1999 TC41              | 2 d'octubre, 1999    | Kitt Peak            | Spacewatch               |
| 129900 - | 1999 TE44              | 3 d'octubre, 1999    | Kitt Peak            | Spacewatch               |